# Terebella tantabiddycreekensis
Terebella tantabiddycreekensis är en ringmaskart som beskrevs av Hartmann-Schröder 1979. Terebella tantabiddycreekensis ingår i släktet Terebella och familjen Terebellidae. Inga underarter finns listade i Catalogue of Life.